# 이소가이 리에

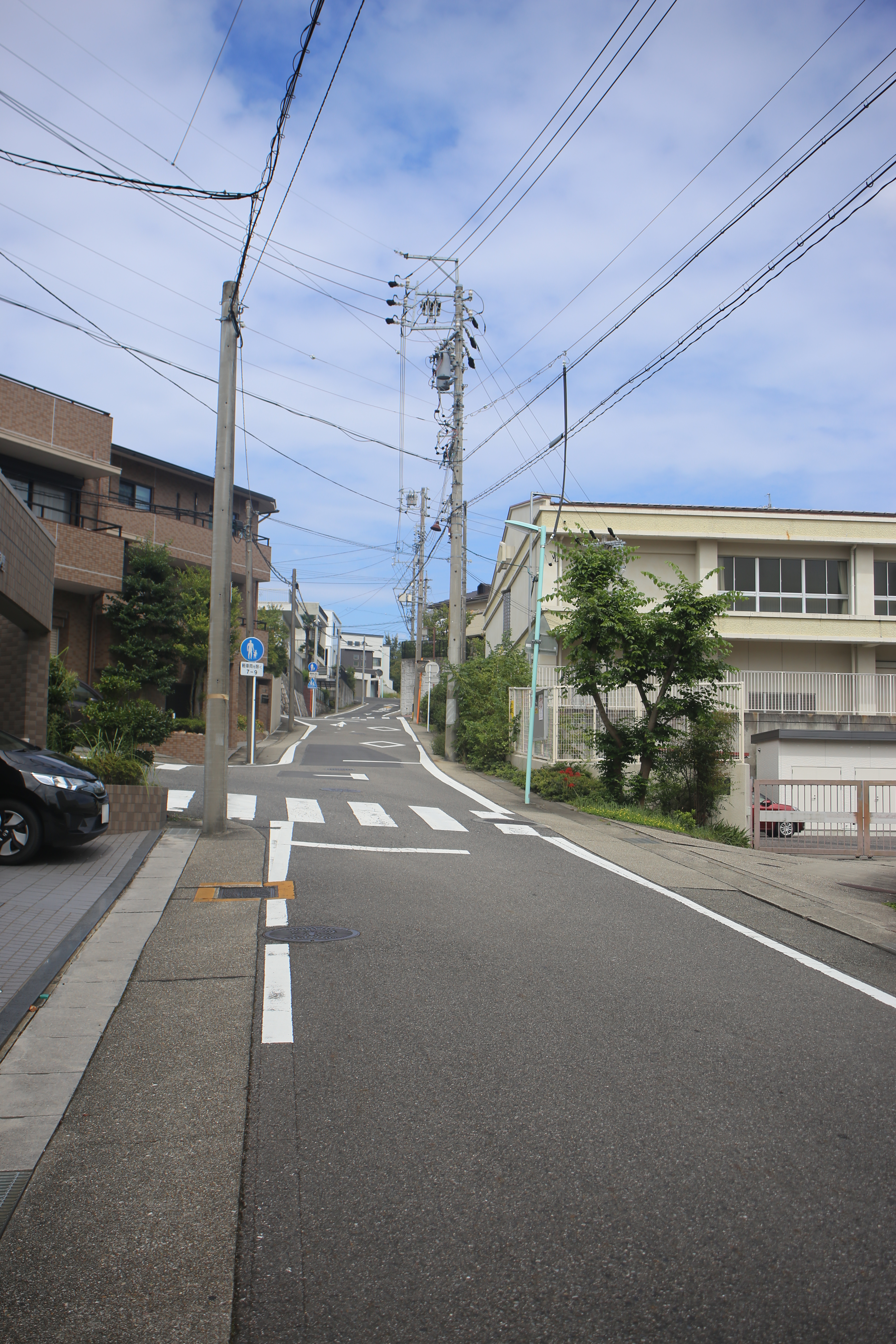
이소가이 리에가 납치된 장소

이소가이 리에(일본어: 磯谷 利恵, 1976년 7월 20일 ~ 2007년 8월 24일)는 2007년에 살해된 일본인이다.

## 사건
2007년 8월24일, 나고야시에서 귀갓길 회사원 이소가이 리에(당시 31세)에게 남자 4명이 다가갔다. 길을 묻는 척하며 여자를 승합차로 끌고 가 태운 뒤 한 어두운 곳으로 끌고 가 현금카드를 빼앗고 비밀번호를 대라고 다그쳤다. 여자는 살고 싶어서 순순히 알려줬다. 이튿날 새벽, 범인들이 주차장 차 속에서 “죽이지 말라”고 애원하는 여자의 머리에 비닐 가방을 씌웠다. 범인들은 기후현 야산에 시신을 버리고 각자 제 갈 길을 갔다. 경찰은 피해자가 숨지기 전 망치로 머리를 수십 차례 난타당했다고 밝혔다. 범인들은 피해자에게 6만2000엔을 털었다. 절실한 돈도 아니고, 서로 잘 아는 사이도 아니었다. ‘어둠의 직업소개소’라는 범죄 사이트에서 만나, 돈 될 일 없느냐고 ‘번개팅’한 관계였다.

## 재판
일본 법원은 2009년 주범 칸다 쓰카사(神田 司)에게 사형을 확정했다. 사형이 두려워 자수한 사람을 포함해, 나머지 둘은 무기징역을 받았다.

## 같이 보기
- 일본의 사형제

## 참고 자료
- (일본어) 『闇サイト殺人事件』  - 고트뱅크